# Tampa Bay Buccaneers 1992
La stagione 1992 dei Tampa Bay Buccaneers è stata la 17ª della franchigia nella National Football League. È stata la prima con Sam Wyche come capo-allenatore, che prima dell'inizio dell'annata aveva dichiarato di credere di potere trasformare Vinny Testaverde in un grande giocatore.

## Scelte nel Draft 1992
|  | = Pro Bowler |

| Scelta | Giro     | Giocatore        | Ruolo            | College        |
| 44     | Round 2  | Courtney Hawkins | Wide Receiver    | Michigan State |
| 59     | Round 3  | Mark Wheeler     | Defensive Tackle | Texas A&M      |
| 79     | Round 3  | Tyji Armstrong   | Tight End        | Mississippi    |
| 86     | Round 4  | Craig Erickson   | Quarterback      | Miami          |
| 118    | Round 5  | Rogerick Green   | Defensive Back   | Kansas State   |
| 132    | Round 5  | Santana Dotson   | Defensive End    | Baylor         |
| 148    | Round 6  | James Malone     | Linebacker       | UCLA           |
| 184    | Round 7  | Ken Swilling     | Defensive Back   | Georgia Tech   |
| 200    | Round 8  | Anthony McDowell | Running Back     | Texas Tech     |
| 222    | Round 8  | Mike Pawlawski   | Quarterback      | California     |
| 254    | Round 10 | Elijah Alexander | Linebacker       | Kansas State   |
| 284    | Round 11 | Mazio Royster    | Running Back     | USC            |
| 311    | Round 12 | Klaus Wilmsmeyer | Punter           | Louisville     |

## Calendario
| Stagione regolare |                    |                        |                    |                    |                              |                    |                    |                    |
| Turno             | Data               | Avversario             | Risultato          | Ora                | Stadio                       | TV                 | Pubblico           | Record             |
| 1                 | 6/9/1992           | Phoenix Cardinals      | V 23–7             | 4:00               | Tampa Stadium                | CBS                | 41,315             | 1–0                |
| 2                 | 13/9/1992          | Green Bay Packers      | V 31–3             | 1:00               | Tampa Stadium                | CBS                | 50,051             | 2–0                |
| 3                 | 20/9/1992          | at Minnesota Vikings   | S 26–20            | 1:00               | Hubert H. Humphrey Metrodome | CBS                | 48,113             | 2–1                |
| 4                 | 27/9/1992          | at Detroit Lions       | V 27–23            | 1:00               | Pontiac Silverdome           | CBS                | 51,374             | 3–1                |
| 5                 | 4/10/1992          | Indianapolis Colts     | S 24–14            | 1:00               | Tampa Stadium                | NBC                | 56,585             | 3–2                |
| 6                 | Settimana di pausa | Settimana di pausa     | Settimana di pausa | Settimana di pausa | Settimana di pausa           | Settimana di pausa | Settimana di pausa | Settimana di pausa |
| 7                 | 18/10/1992         | at Chicago Bears       | S 31–14            | 1:00               | Soldier Field                | CBS                | 61,412             | 3–3                |
| 8                 | 25/10/1992         | Detroit Lions          | S 38–7             | 1:00               | Tampa Stadium                | CBS                | 53,995             | 3–4                |
| 9                 | 1/11/1992          | at New Orleans Saints  | S 23–21            | 1:00               | Louisiana Superdome          | CBS                | 68,591             | 3–5                |
| 10                | 8/11/1992          | Minnesota Vikings      | S 35–7             | 1:00               | Tampa Stadium                | CBS                | 49,095             | 3–6                |
| 11                | 15/11/1992         | Chicago Bears          | V 20–17            | 4:00               | Tampa Stadium                | CBS                | 69,102             | 4–6                |
| 12                | 22/11/1992         | at San Diego Chargers  | S 29–14            | 4:00               | Jack Murphy Stadium          | CBS                | 43,197             | 4–7                |
| 13                | 29/11/1992         | at Green Bay Packers   | S 19–14            | 1:00               | Milwaukee County Stadium     | CBS                | 52,347             | 4–8                |
| 14                | 6/12/1992          | Los Angeles Rams       | S 31–27            | 1:00               | Tampa Stadium                | CBS                | 38,387             | 4–9                |
| 15                | 13/12/1992         | Atlanta Falcons        | L 35–7             | 1:00               | Tampa Stadium                | CBS                | 39,056             | 4–10               |
| 16                | 19/12/1992         | at San Francisco 49ers | S 21–14            | 4:00               | Candlestick Park             | CBS                | 60,519             | 4–11               |
| 17                | 27/12/1992         | at Phoenix Cardinals   | V 7–3              | 5:00               | Sun Devil Stadium            | CBS                | 29,645             | 5–11               |